# Šoin-zukuri
Šoin-zukuri (書院造) je slog japonske stanovanjske arhitekture, ki se uporablja v dvorcih vojske, tempeljskih dvoranah za goste in Zen opatovih četrtih v obdobjih Muromači (1336–1573), Azuči–Momojama (1568–1600) in Edo (1600–1868). Tvori osnovo današnje tradicionalne japonske hiše. Značilnosti razvoja šoin-zukurija so bile vgradnje kvadratnih stebričkov in tal, popolnoma prekritih s tatamijem. Slog je svoje ime dobil po šoin, izrazu, ki je prvotno pomenil studio in prostor za predavanja o sutri v templju, kasneje pa je pomenil le dnevno sobo ali studio.

## Zgodovina
Temelji za zasnovo današnjih tradicionalnih japonskih stanovanjskih hiš s tlemi tatami so bili postavljeni v poznem obdobju Muromači (približno 1338 do 1573) in izpopolnjeni v obdobju Momojama, ki je sledilo. Šoin-zukuri, nov arhitekturni slog pod vplivom zen budizma, se je v tistem času razvil iz šinden-zukurija v palačah prejšnjega obdobja Heian in poznejšega stanovanjskega sloga, ki mu je bil naklonjen razred bojevnikov v obdobju Kamakura. Izraz šoin (書院), ki pomeni delovna soba, salon, sprejemnica, je bil uporabljen za označevanje sprejemnih sob v rezidencah vojaške elite, kot tudi študijskih sob v samostanih. Šoin ima jedro ali glavno hišo (omoya (母屋)), obdano s prehodi (hisaši (廂・庇)) in manjše površine, ločene z drsnimi vrati fusuma ali predelnimi stenami šodži, narejenimi iz papirja na lesenem okvirju ali enakovrednih lesenih elementih, mairado (舞良戸) in sugido (杉戸).
Za glavno sprejemno sobo so značilne posebnosti: poglobljena niša (tokonoma); zamaknjene police, vgradne mize in okrašena drsna vrata. Na splošno je sprejemna soba prekrita s tatamijem od stene do stene, ima kvadratne poševne stebre, zaobljen ali kasetiran strop in lesena polkna, ki ščitijo prostor pred dežjem (雨戸, amado). Vhodna dvorana (genkan) se je pojavila kot element stanovanjske arhitekture v obdobju Momojama. Najstarejša obstoječa stavba v slogu šoin je Tōgu-dō v Ginkaku-dži iz leta 1485. Drugi reprezentativni primeri zgodnjega sloga šoin, imenovan tudi šuden, vključujejo dve dvorani za goste v Mii-deri (uradno Ondžō-dži, budističnem templju ob vznožju gore Hiei v mestu Ōcu v prefekturi Šiga. V zgodnjem obdobju Edo je šoin-zukuri dosegel vrhunec in se razširil izven rezidenc vojaške elite. Bolj formalen slog šoin tega obdobja je očiten v značilnostih palače Ninomaru na gradu Nidžō in šoin v Niši Hongan-džiju.
Conrad Totman trdi, da je bil razvoj sloga šoin-zukuri povezan s pomanjkanjem lesa, ki ga je povzročilo prekomerno krčenje gozdov, kar je spodbudilo uporabo manj kakovostnega materiala. Ko so večja, ravno raščena drevesa postala manj dostopna, so se »elegantna lesena tla umaknila neobdelanim lesenim podom, ki so bili skriti pod tatamijem«. Podobno so bila drsna lesena vrata nadomeščena s fusumo, lahko kombinacijo »trde tkanine ali kartonu podobnega materiala, prilepljenega na okvir iz vitkih lesenih palic«, drsne plošče šodži pa so služile kot nadomestek za bolj dovršena lesena vrata z opažem.
Preprostejši slog, ki se uporablja v arhitekturi čajnih hiš za obred pitja čaja, se je razvil vzporedno s šoin-zukurijem. V 16. stoletju je Sen no Rikjū (1522 – 1591) ustanovil namenske čajnice v slogu »koče krite s slamo« (草庵, sōan), za katere je značilna majhna velikost, običajno od dveh do osmih tatamijev, uporaba naravnih materialov in rustikalni videz. Na ta slog čajnice, ki ga ponazarjata čajnici Joan in Taian, sta vplivala slog japonske kmečke hiše in slog šoin, ki vključuje tatami matirana tla, vdolbine (tokonoma) in eno ali več predprostorov za priprave.

### Sukija-zukuri
Do začetka obdobja Edo so se značilnosti sloga šoin in čajnice začele mešati.  Rezultat je bila neformalna različica sloga šoin, imenovana sukija-zukuri (数寄屋造). Slog sukija-zukuri ima značilno okrasno nišo in polico ter uporablja les, kot so cedra, bor, čuga, bambus in cipresa (Chamaecyparis obtusa), pogosto z grobimi površinami, vključno z lubjem. V primerjavi s slogom šoin se strešni napušči pri slogu sukija upognejo navzdol. Medtem ko je bil slog šoin primeren za ceremonialno arhitekturo, je postal preveč impozanten za stanovanjske zgradbe. Posledično je bil manj formalni slog sukija uporabljen za dvorce aristokracije in samurajev po začetku obdobja Edo.